# Martí Llauradó i Torné
Martí Llauradó i Torné (Barcelona, 8 de enero de 1947) fue un cantautor en lengua catalana, conocido artísticamente como Martí Llauradó, miembro del colectivo de músicos Els Setze Jutges e hijo del escultor Martí Llauradó i Mariscot.
Llauradó era estudiante de música cuando entró a formar parte de los Setze Jutges en 1965, como décimo "jutge". Grabó solo un par de discos EP, pero de gran interés. Era autor e intérprete con estimables musicación de textos de poetas, concretamente de Joan Salvat-Papasseit. Su labor como cantautor fue breve. Abandonó la canción a finales de los años 60, después de algunos éxitos entre el público catalán. Posteriormente se dedicó a la publicidad.
Joan Manuel Serrat incluyó en su disco de homenaje a la Nova Cançó Banda sonora d'un temps, d'un país una versión del poema de Joan Salvat-Papasseit musicado por Llauradó titulado "Venedor d'amor". Ya en 1977 Serrat había grabado en su disco Res no és mesquí el tema "Pantalons llargs" con música de Llauradó, una pieza inédita hasta que Serrat la grabó en su doble disco  en el seu doble disco de homenaje.
En 2007 fue galardonado con la Medalla de Honor del Parlamento de Cataluña en reconocimiento por su labor cultural realizada con los Setze Jutges.